# Calliscarta decora
Calliscarta decora är en insektsart som beskrevs av Fabricius 1803. Calliscarta decora ingår i släktet Calliscarta och familjen dvärgstritar. Inga underarter finns listade i Catalogue of Life.